# Brodszky Dezső
Brodszky Dezső (Budapest, 1910. február 6. – Budapest, 1978. június 2.) magyar gépészmérnök, a Ganz–MÁVAG fejlesztőmérnöke, főmérnöke, majd igazgatója, 1951-től a Budapesti Műszaki Egyetem Hadmérnöki, majd Gépészmérnöki karának tanszékvezető egyetemi tanára, a műszaki tudományok kandidátusa, a gázturbinák elméletének kutatója, a gázturbinás hajtóművek technológiájának neves fejlesztője, szakértője.

## Életpályája
Gépészmérnöki oklevelét 1932-ben szerezte meg a budapesti Királyi Budapesti Műszaki Egyetemen. Első munkahelye a Ganz Vagon- és Gépgyár volt, itt dolgozott az 1930-as évek és a 40-es években, géptervező mérnöki, főmérnöki, majd műszaki főtanácsosi minőségben egészen 1951-ig.
Kezdő mérnökként az önálló Jendrassik Motorszerkesztési Osztályra került, amelyet Bánki Donát tanítványa, Jendrassik György főkonstruktőr (később igazgató) vezetett.
Jendrassik hamarosan maga mellé vette közvetlen munkatársnak. Brodszky tevékenyen részt vett szinte valamennyi Ganz-Jendrassik Diesel-motor tervezésében, szerkesztésében és a kész motor kísérleti méréseiben. Rövidesen Jendrassik közvetlen munkatársa lett, és irányító mérnöki szerepet kapott a legfontosabb motortípusok fejlesztésében. Részt vett az akkor technológiai újdonságnak számító gázturbinák tervezésében és fejlesztő kísérleteiben. A repülőgépekbe építhető gázturbina egyik fejlesztője és tervezője lett.
1945–51 között a gyár motorosztályának vezető mérnökeként működött. Jendrassik Nyugatra távozása (1947) után Brodszky önállóan dolgozta ki és vezette be elsőként a Ganz–Jendrassik-motorok turbófeltöltésének technológiáját, mellyel döntő mértékben segítette a Ganz-motorvonatok külföldi kereskedelmi sikerét. Ő dolgozta ki a turbófeltöltők önjárásos vizsgálati módszerét, ezt az eljárást azóta világszerte átvették és manapság is alkalmazzák.
1951-ben a Műszaki Egyetemek és Főiskolák Hadmérnöki Tagozatainak Parancsnokságából létrehozták a Budapesti Műszaki Egyetem önálló Hadmérnöki Karát, a kar dékánjává a Tagozatok addigi parancsnokát, Gerendás István alezredest, egyetemi tanárt nevezték ki. A Hadmérnöki Karon megalakított Repülőgép Hajtóművek Tanszékének vezetésével Brodszky Dezsőt bízták meg, tanszékvezető intézeti tanári, majd 1954-től tanszékvezető egyetemi tanári státusban.
1957-ben a Hadmérnöki Kart és annak tanszékeit felszámolták, Brodszkyt a BME Gépészmérnöki Kar Gázturbinák Tanszékének vezetőjévé nevezték ki. Ezt a tanszéket 1959-ben összevonták a Gőzgépek és Hűtőgépek tanszékkel. Az így létrejött új Kalorikus Gépek Tanszék vezetését is Brodszky Dezső professzorra bízták, ezt a tisztséget nyugdíjba vonulásáig, 1973-ig viselte (utódja ekkor Bassa Gábor lett). A magyar műszaki felsőoktatásban végzett kiemelkedő oktató és kutató tevékenységéért több szakmai és állami elismerést kapott.
1978. június 2-án hunyt el Budapesten. A Farkasréti temetőben nyugszik. Nekrológja A Jövő Mérnöke 1978. augusztus 19-i számában jelent meg.

## Főbb művei
A BME központi Könyvtár állományában
- Repülőgépek és gázturbinák, 1. rész, Dugattyús mótorok. A Budapesti Műszaki Egyetem IV. éves gépészmérnökhallgatói részére, Tankönyvkiadó, Budapest, 1952
- Járműmotorok; BME egyetemi jegyzet, 1952 körül
- Repülőgép-gázturbinák; BME egyetemi jegyzet, 1952, 1953
- Gázturbinás repülőgéphajtóművek; BME egyetemi jegyzet, 1952 k.
- Repülőgép-gázturbinák, BME egyetemi jegyzet, 1952
- Dugattyús motorok tüzelő- és kenőanyagjai, BME egyetemi jegyzet, 1952
- Repülőgép-hajtóművek, 1-2 kötet, Tankönyvkiadó, Budapest, 1952, 1954
- Thermodinamika, Tankönyvkiadó, Budapest, 1953
- Jármű gázturbinák lehetőségei, BME egyetemi jegyzet, 1954
- Dieselmotorok turbótöltése, BME egyetemi jegyzet, 1958, 1961
- Fejezetek a dieselmotorban végbemenő keverékképzés és égés köréből, a 2. éves diesel szakmérnök hallgatók részére, Tankönyvkiadó, Budapest, 1962
- Fejezetek a dieselmotor feltöltése köréből, a 2. éves diesel szakmérnök hallgatók részére, Tankönyvkiadó, Budapest, 1963
- Feltöltött dieselmotorok, Műszaki Könyvkiadó, Budapest, 1966, 1976
- Járműmotorok, 12. kiadás, Tankönyvkiadó, Budapest, 1984

Egyéb megjelent művei, cikkei
- A gázturbina magyar úttörői; in: Járművek, mezőgazdasági gépek folyóirat, 2. évfolyam, 1955/6. szám
- Kis gázturbinák legújabb fejlődése, BME Mérnöki Továbbképző Intézet, egyetemi jegyzet, Budapest, 1955[11]
- Hőcserélő gépkocsi gázturbinák; in: Járművek, mezőgazdasági gépek folyóirat, 4. évfolyam, 1957/4. szám., 159. old.
- Szabaddugattyús generátorú gázturbinák; in: Járművek, mezőgazdasági gépek folyóirat, 5. évfolyam, 1958/5-6. szám., 170. old.

## Kapcsolódó információk
- szerk.: Penninger Antal: A hőerőgépek professzora. Brodszky Dezső, 1910-1978, Egyetemtörténeti füzetek. Budapest: Műegyetemi Kiadó (2010)
- Penninger Antal: Jendrassik György születésének 115. évfordulója. Szellemi hatása a műegyetemi oktatásra (előadás, prezentáció) (pdf), 2013. szeptember 13.